# FV Athena
El FV Athena era un buque factoría pesquero construido en 1992. En octubre de 2010, se incendió en las Islas Sorlingas. En mayo de 2011 se incendió mientras yacía en el puerto de Runavík en Skálafjørður, Islas Feroe. Ocurrió de noche, y las personas que vivían al otro lado del fiordo, hacia donde se dirigía el humo, tuvieron que ser evacuadas.

## Construcción
Se trataba un buque factoría pesquero. La embarcación tenía 105 metros de eslora, 88,80 metros de eslora entre perpendiculares, 20,03 metros de manga y un calado máximo de 9,15 metros. 
El barco estaba propulsado por un motor diésel Wärtsilä 16V32D de 5 920 kilovatios (7 940 hp). Sus hélices con 4 palas de diámetro, le permitían alcanzar una velocidad máxima de 14,5 nudos (26,9 km / h; 16,7 mph). Estaba equipado con dos motores diesel auxiliares Deutz de 1 030 kilovatios (1 380 hp). El Athena también disponía de un propulsor de proa de 440 kilovatios (590 hp).

## Historia
El contrato para la construcción del buque se firmó el 24 de febrero de 1989. Los trabajos fueron realizados por Factorías Vulcano S.A. de Vigo, fue la construcción número 503 del astillero, la quilla se colocó el 9 de octubre de 1991 y la botadura se produjo el 20 de febrero de 1992. Finalmente su entrega tuvo lugar en noviembre de 1992.
Originalmente el buque se llamada "Kapitan Azarkin", fue construido para Rybcomflot de Moscú, Rusia. Se le asignó el número IMO 8907096. En 2001, una sentencia judicial concedió el pesquero a Laskaridis Shipping Co Ltd, Atenas, Grecia, y fue renombrado "Athena". Renombrado como "Athena" en 2004, fue vendido en 2005 a Davlos Shipping Ltd, seguida de una venta más tarde ese año a Atlantic Wave Co Ltd, cuyas nacionalidades no están registradas.
Posteriormente fue rebautizado como "Skadi" y vendido a Ocean Group Faroes Ltd, Hósvík, recuperando nuevamente el nombre "Athena". En 2008, fue rebautizado como "Athena II", volviendo a "Athena" en 2009. Su puerto de registro era Hósvík y al "Athena" se le asigna el número MMSI 231411000.
El 27 de octubre de 2010, se informó que el "Athena" estaba en llamas en el Océano Atlántico a 200 millas náuticas (370 km) al suroeste de las Islas Sorlingas. La Agencia Marítima y de Guardacostas en Falmouth fue alertada sobre el peligro del barco a las 06:00 horas del verano británico (05:00 UTC). El buque portacontenedores "Vega" acudió en su ayuda. Se envió un Dassault Falcon 50 desde Francia para coordinar las comunicaciones entre ambos barcos y los guardacostas. Un helicóptero Sea King de la Naval Air Squadron, con base en Culdrose Airfield, fue trasladado a las Islas Sorlingas, donde fue reabastecido y mantenido listo para su uso en caso de ser necesario. La aeronave solo estuvo 20 minutos en la escena del incendio, ya que el "Athena" estaba en el límite de su alcance. Noventa y ocho de los 111 tripulantes abandonaron el buque en botes salvavidas, quedando 13 a bordo para combatir el fuego. Cuando se informó que el fuego estaba "bajo control", el pesquero se dirigió a Falmouth a 8 nudos (15 km / h) y se esperaba que llegara la noche del 28 de octubre. Una vez llegaron los bomberos especializados fueron transportados al barco para evaluar el incendio, que se pensaba que aún ardía en ese momento. El "Vega", con 98 tripulantes rescatados del "Athena", originalmente se dirigía a Jamaica. Más tarde se desvió a Falmouth para desembarcar a los rescatados.
El 28 de octubre, doce bomberos del Servicio de Bomberos y Rescate de Cornualles fueron trasladados en helicóptero al "Athena". A las 17:00 horas, el oficial a cargo de la operación de extinción de incendios ordenó la evacuación del buque por una emisión de dióxido de carbono. El "Athena" fue remolcado por el remolcador "Anglian Princess" a las 19:00, pero se le ordenó permanecer a 4,3 millas náuticas (8,0 km) de Falmouth. El 30 de octubre, los peritos embarcaron en el buque para evaluar los daños causados por el fuego. El 2 de noviembre, la embarcación aún seguía retenida frente a Famouth. Se informó que los bomberos de Smit International combatieron el fuego, que aún ardía, y evaluaron si era seguro o no llevar el "Athena" a puerto. El remolcador "Anglian Earl" se encontraba prestando ayuda.
El 9 de mayo de 2011, el pesquero yacía en el puerto de Saltangará en el municipio de Runavík en las Islas Feroe. Poco después de la medianoche, se informó a las autoridades de las Islas Feroe de un incendio a bordo del "Athena". Había mucho humo y la dirección del viento era hacia los pueblos del otro lado del fiordo de Skálafjørður. Las personas que vivían en las aldeas de Skála y Glyvrar fueron evacuadas alrededor de las cuatro de la mañana a una casa comunitaria en Strendur, una aldea vecina.
Cuatro tripulantes trabajaban a bordo cuando ocurrió el accidente. La policía informó más tarde que el incendio probablemente fue causado por los materiales que los hombres estaban usando durante su trabajo. Unos meses más tarde, el barco fue trasladado a Esbjerg en Dinamarca, en donde fue desguazado.